# وزن الكروزر (ملاكمة)
وزن الكروزر (بالإنجليزية: Cruiserweight)‏، ويشار إليه أيضًا باسم الوزن الثقيل الصغير (بالإنجليزية: junior heavyweight)‏، هو فئة وزن في الملاكمة الاحترافية بين الوزن الثقيل الخفيف ووزن خفيف الثقيل. قبل ظهور فئة الوزن الكروزر الحالية، كان يتم استخدام «وزن لخفيف الثقيل» و«وزن الكروزر» أحيانًا بالتبادل في المملكة المتحدة.

## الملاكمة الاحترافية

### أبطال العالم الحاليين
آخر تحديث 22 ديسمبر 2024.
| الهيئة       | وقت الفوز      | البطل           | السجل                | الدفاعات |
| ------------ | -------------- | --------------- | -------------------- | -------- |
| دبليو بي إيه | 31 مايو 2024   | جيلبرتو راميريز | 47–1 (30 ضربة قاضية) | 1        |
| دبليو بي سي  | 4 نوفمبر 2023  | نويل ميكايليان  | 27–2 (12 ضربة قاضية) | 0        |
| آي بي إف     | 19 مايو 2024   | جاي أوبتايا     | 26–0 (20 ضربة قاضية) | 1        |
| دبليو بي أو  | 16 نوفمبر 2024 | جيلبرتو راميريز | 47–1 (30 ضربة قاضية) | 0        |